# Sheffield United Football Club 2020-2021
Questa voce raccoglie le informazioni riguardanti lo Sheffield United Football Club nelle competizioni ufficiali della stagione 2020-2021.

## Maglie e sponsor
| Casa | Trasferta | Terza divisa |

Sponsor ufficiale: Union Standard Group
Fornitore tecnico: Adidas

## Rosa
Rosa e numerazione aggiornate al 9 settembre 2020.
| N. |                        | Ruolo | Calciatore             |
| -- | ---------------------- | ----- | ---------------------- |
| 1  | Inghilterra (bandiera) | P     | Aaron Ramsdale         |
| 2  | Inghilterra (bandiera) | D     | George Baldock         |
| 3  | Irlanda (bandiera)     | D     | Enda Stevens           |
| 4  | Scozia (bandiera)      | C     | John Fleck             |
| 5  | Inghilterra (bandiera) | D     | Jack O'Connell         |
| 6  | Inghilterra (bandiera) | D     | Chris Basham           |
| 7  | Inghilterra (bandiera) | C     | John Lundstram         |
| 8  | Norvegia (bandiera)    | C     | Sander Berge           |
| 9  | Scozia (bandiera)      | A     | Oliver McBurnie        |
| 10 | Inghilterra (bandiera) | A     | Billy Sharp (capitano) |
| 11 | Francia (bandiera)     | A     | Lys Mousset            |
| 12 | Irlanda (bandiera)     | D     | John Egan              |
| 13 | Inghilterra (bandiera) | D     | Max Lowe               |
| 14 | Scozia (bandiera)      | A     | Oliver Burke           |
| 15 | Inghilterra (bandiera) | D     | Phil Jagielka          |

| N. |                             | Ruolo | Calciatore       |
| -- | --------------------------- | ----- | ---------------- |
| 16 | Irlanda del Nord (bandiera) | C     | Oliver Norwood   |
| 17 | Irlanda (bandiera)          | A     | David McGoldrick |
| 18 | Inghilterra (bandiera)      | P     | Wes Foderingham  |
| 19 | Inghilterra (bandiera)      | D     | Jack Robinson    |
| 20 | Inghilterra (bandiera)      | D     | Jayden Bogle     |
| 21 | Paesi Bassi (bandiera)      | P     | Michael Verrips  |
| 22 | Galles (bandiera)           | D     | Ethan Ampadu     |
| 23 | Inghilterra (bandiera)      | C     | Ben Osborn       |
| 24 | Inghilterra (bandiera)      | A     | Rhian Brewster   |
| 25 | Inghilterra (bandiera)      | P     | Simon Moore      |
| 26 | Inghilterra (bandiera)      | C     | Jack Rodwell     |
| 28 | Inghilterra (bandiera)      | C     | Regan Slater     |
| 29 | Inghilterra (bandiera)      | D     | Kean Bryan       |
| 38 | Inghilterra (bandiera)      | A     | Daniel Jebbison  |